# Seán Treacy (personnalité politique)
 (janvier 2019).
Pour les articles homonymes, voir Seán Treacy.
Seán Treacy (22 septembre 1923 – 23 mars 2018) est une personnalité politique irlandaise membre du Labour Party. Il est Ceann Comhairle (président) du Dáil Éireann (chambre basse du parlement) de 1973 à 1977 et de 1987 à 1987. Il est député pour la circonscription de Tipperary South de 1961 à 1997 et membre du Parlement européen de 1981 à 1984, pour la circonscription du Munster.